# Capra
Capra este un gen taxonomic din subfamilia Caprinae, familia Bovidae. Speciile sălbatice din acest gen trăiesc de obicei în regiunile de munte din Eurasia și Africa. Din specia Capra aegagrus provine capra domestică.

## Caracteristici generale

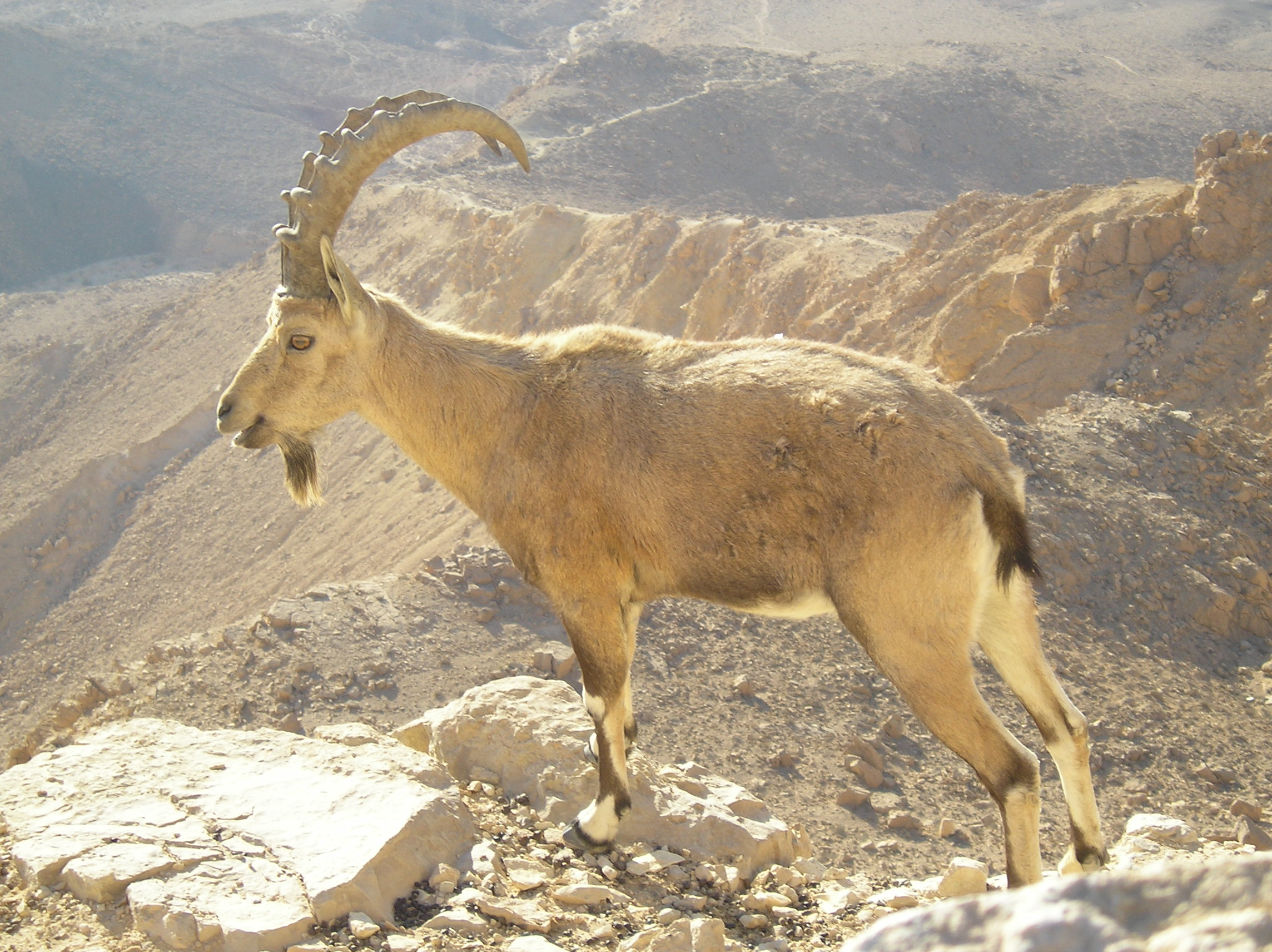
Capra nubiana

Caprele sunt în general specii de animale robuste, care se cațără cu ușurință pe locuri stâncoase. Ele sunt animale erbivore, rumegătoare, paricopitate. Animalele au lungimea corpului între 1–1,8 m, o coadă scurtă de 10–20 cm și înălțimea la greabăn între 65–105 cm. Greutatea se situează între 25 și 150 kg, masculii fiind mai masivi decât femelele. Culoarea blănii variază de la cenușiu gălbui la brun închis, fiind foarte variată în funcție de anotimp și locul unde trăiesc. Spre deosebire de genul Ovis, au părul mai scurt, iar pe maxilarul inferior au o bărbiță. Ambele sexe au coarne, la masculi fiind mai bine dezvoltate, ele putând atinge peste 1 m lungime.

## Sistematică
Specii
|  | Capra caucasica         |
|  | Capra cylindricornis    |
|  | Capra falconeri         |
|  | Capra aegagrus          |
|  | Capra (aegagrus) hircus |
|  | Capra sibirica          |
|  | Capra pyrenaica         |
|  | Capra walie             |
|  | Capra ibex              |
|  | Capra nubiana           |